# Francis Darwin
Sir Francis, Frank, Darwin (16 de agosto de 1848 - 19 de septiembre de 1925) fue un botánico británico. Fue hijo del naturalista y científico Charles Darwin, y hermano de George Howard Darwin, Horace Darwin y Leonard Darwin.

## Biografía

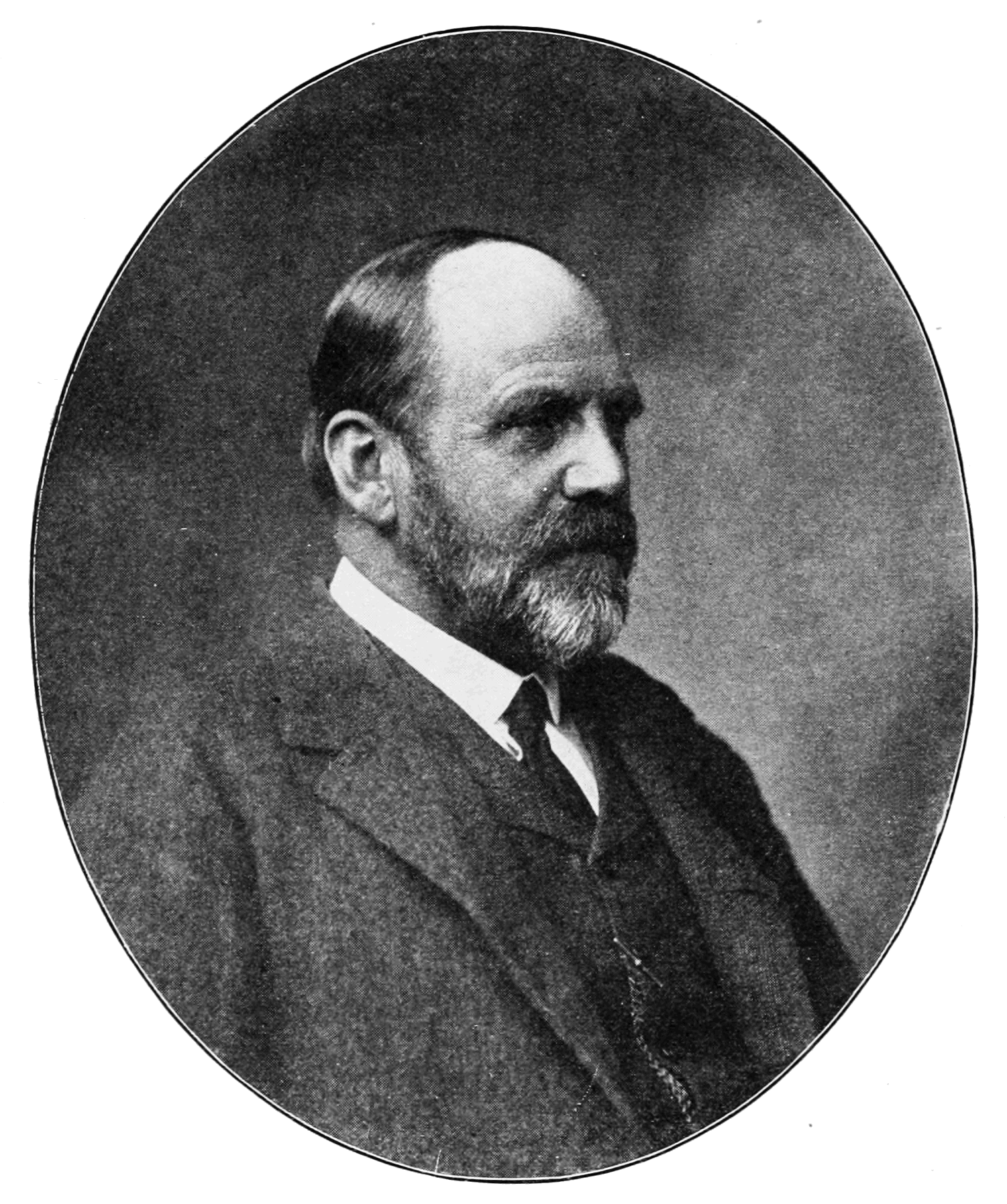
Francis Darwin, en 1910.

Francis Darwin nació en Down House, Downe, Kent en 1848. Fue el tercer hijo y el séptimo hijo de Charles Darwin y de su esposa Emma Wedgwood. Estudió en la Clapham Grammar School.
Asistió al Trinity College de Cambridge, primero estudió matemáticas, se cambió a ciencias naturales, y se graduó en 1870. Luego fue a estudiar medicina en la Escuela de Medicina de St George, en Londres, donde obtuvbo un MB en 1875, pero no ejerció la medicina.
Darwin se casó tres veces y enviudó dos veces. Primero se casó con Amy Richenda Ruck en 1874, pero ella murió en 1876 cuatro días después del nacimiento de su hijo Bernard Darwin, quien más tarde se convertiría en un escritor de golf. En septiembre de 1883 se casó con Ellen Wordsworth Crofts (1856-1903) y tuvieron una hija, Frances Crofts Darwin (1886-1960), una poeta que se casó con el poeta Francis Cornford y se hizo conocida por su apellido de casada. Su tercera esposa fue Florence Henrietta Fisher, hija de Herbert William Fisher y viuda de Frederic William Maitland, con quien se casó en 1913, año en el que fue nombrado caballero.[cita requerida]
Francis Darwin trabajó con su padre en experimentos relacionados con los movimientos de las plantas, específicamente el fototropismo, y fueron coautores de The Power of Movement in Plants (1880). Sus experimentos mostraron que el coleoptilo de una plántula de pasto joven dirige su crecimiento hacia la luz comparando las respuestas de las plántulas con coleoptilos cubiertos y descubiertos. Estas observaciones conducirían más tarde al descubrimiento de la auxina.[cita requerida]
Darwin fue nominado por su padre a la Sociedad Linneana de Londres en 1875, y fue elegido miembro de la misma el 2 de diciembre de 1875. Fue elegido miembro de la Royal Society el 8 de junio de 1882, el mismo año en que murió su padre. Darwin editó La autobiografía de Charles Darwin (1887) y publicó algunos libros de cartas a partir de la correspondencia de Charles Darwin: La vida y las cartas de Charles Darwin (1887) y Más cartas de Charles Darwin (1905). También editó Sobre la recepción del origen de las especies, de Thomas Huxley (1887).
La Universidad de Cambridge le otorgó un doctorado honorario (DSc) en 1909. También recibió doctorados honorarios de Dublín, Liverpool, Sheffield, Bruselas, St Andrews, Upsala y Praga. Fue nombrado caballero en 1913.
Fue enterrado en Cambridge. Su hija, Frances Cornford, fue enterrada más tarde junto a él.

## Publicaciones
- Vida y cartas de Charles Darwin (1880); (2ª edición revisada, 1887);[7] Segunda impresión de la edición revisada, 1888
- El poder del movimiento en las plantas (1880)
- La fisiología práctica de las plantas (1894)
- Elementos de la botánica (1895)
- Sonidos rústicos y otros estudios de literatura e historia natural (1917)

## Otras lecturas
- Ayres, Peter. "The Aliveness of Plants: The Darwins at the Dawn of Plant Science" Londres: PIckering & Chatto, 2008. ISBN 978-1-85196-970-8
- Darwin, Francis Sacheverell. (1927). Travels in Spain and the East, 1808-1810. Cambridge University Press (reimpresión de Cambridge University Press, 2009; ISBN 978-1-108-00431-2)